# Leon Rupnik
Leon Rupnik est un officier yougoslave d'origine slovène né le 10 août 1880 à Lokve et mort le 4 septembre 1946 à Ljubljana.

## Biographie
Durant la Première Guerre mondiale, il sert dans les forces armées austro-hongroises. Après la déclaration d'indépendance du royaume des Serbes, Croates et Slovènes, il rejoint l'armée royale yougoslave où il monte dans la hiérarchie jusqu'au grade de lieutenant-général en 1937. Il donne son nom à la ligne Rupnik, un système de fortifications à la frontière italienne censé être le pendant du Mur alpin.
Après l'invasion de la Yougoslavie par les forces de l'Axe, Rupnik accepte de devenir maire de Ljubljana sous occupation italienne en juin 1942. En septembre 1943, les Italiens capitulent. Les Allemands les évincent et nomment Rupnik à la tête de leur province de Ljubljana au mois de novembre, avec un des leurs au poste de « conseiller spécial ». Il dirige également la Garde nationale slovène à partir de septembre 1943.
À la fin de la Seconde Guerre mondiale, il s'enfuit en Autriche, mais il y est arrêté par les autorités britanniques. Il est renvoyé en Yougoslavie, où il est jugé et reconnu coupable de haute trahison. Il est exécuté en septembre 1946.